# Olof Santesson
Måns-Olof Månsson Santesson, född 15 oktober 1932 i Lunds stadsförsamling i Malmöhus län, är en svensk journalist. Han är son till Måns Santesson.

## Biografi
Santesson avlade filosofie kandidat-examen vid Stockholms högskola 1956. Han var anställd som journalist vid Dagens Nyheter 1956–1998, varav 1959–1962 som politisk reporter, 1962–1972 som utrikespolitisk ledarskribent och 1973–1998 som utrikesredaktör. Han har reservofficersexamen från artilleriet.
Olof Santesson invaldes 1998 som ledamot av Kungliga Krigsvetenskapsakademien och har sedan dess bidragit med ett stort antal artiklar och recensioner till Kungl. Krigsvetenskapsakademiens handlingar och tidskrift.